# Lithobates juliani
Lithobates juliani es una especie de anfibio anuro de la familia Ranidae.

## Distribución
Es endémica de Belice, en altitudes entre 100 y 915 m.